# Закадровая съёмка
Закадровая съёмка (англ. making-of, behind-the-scenes, а также the set или on the set) — документальный фильм, показывающий процесс производства фильма, видео или телевизионной программы.
Короткометражные и среднеметражные документальные фильмы со съёмок часто используются в качестве бонуса на DVD и Blu-ray. Также часто выпускается для телевидения в рамках продвижения фильма или сериала. Иногда в качестве шутки выпускается «закадровая съёмка закадровой съёмки» (making of the making-of).

## Примеры полнометражных фильмов о съёмках
- «Бремя мечты» — «Фицкаральдо»[2]
- «Сердца тьмы: Апокалипсис кинематографиста» — «Апокалипсис сегодня»[3]
- «Затерянные в Ла-Манче[англ.]» — «Человек, который убил Дон Кихота»[4]